# Póvoa de Agrações
Póvoa de Agrações era una freguesia portuguesa del municipio de Chaves, distrito de Vila Real.

## Organización territorial
Estaba formado por las aldeas de Agrações, Dorna, Fernandinho, Póvoa de Agrações y Pereiro de Agrações.

## Geografía
Situada en el extremo suroccidental del municipio de Chaves, a 24 km de su capital y lindando con el del Vila Pouca de Aguiar, Póvoa era una freguesia de montaña, cuyo territorio se extendía por la vertiente septentrional de la sierra de Padrela, que la separaba del citado municipio vecino. Este condicionante geográfico ha determinado un acusado proceso de despoblación en los últimos decenios (la freguesia tenía 631 habitantes en el censo de 1981 y 294 en el de 2001) y limitaba la actividad económica relevante a la recogida de castañas. 

## Historia
Fue suprimida el 28 de enero de 2013, en aplicación de una resolución de la Asamblea de la República portuguesa promulgada el 16 de enero de 2013 al unirse con la freguesia de Loivos, formando la nueva freguesia de Loivos e Póvoa de Agrações.

## Patrimonio
En su patrimonio histórico-artístico cabe citar la iglesia de Póvoa, con espadaña de estilo galaico-transmontano. 